# Radio Kraków Transmisje
Radio Kraków Transmisje – emitowany w systemie DAB+ oraz Internecie sygnał Radia Kraków, w którym zamiast niektórych audycji emitowane są relacje z różnego rodzaju wydarzeń sportowych. Stacja zadebiutowała 25 września 2015 roku po godzinie 18:00 emisją relacji z meczu Wisły Kraków z Koroną Kielce w Ekstraklasie. Podczas emisji relacji sportowych standardowego programu Radia Kraków można słuchać w Internecie i przez nadajniki analogowe.

## Parametry emisji DAB+
| Miasto | Lokalizacja | Kanał | Moc   | Częstotliwość | Polaryzacja | Kierunkowość | Stacje | Operator |
| ------ | ----------- | ----- | ----- | ------------- | ----------- | ------------ | --- | -------- |
| Kraków | Chorągwica  | 12D   | 10 kW | 229,072 MHz   | pionowa     | kierunkowa   | Radio Kraków / Radio Kraków Transmisje OFF Radio Kraków PR Jedynka PR Dwójka PR Trójka PR Czwórka PR 24 Radio Dzieciom Radio Poland Radio Chopin | EmiTel   |